# Scottish Open 2004
Die Scottish Open 2004 fanden vom 25. bis zum 28. November 2004 in Glasgow statt. Das Preisgeld betrug 5.000 US-Dollar. Es war die 86. Austragung dieser internationalen Meisterschaften von Schottland im Badminton.

## Austragungsort
- Kelvin Hall, International Sports Arena, Argyle Street

## Finalergebnisse
| Disziplin    | Sieger                              | Finalist                      | Ergebnis        |
| ------------ | ----------------------------------- | ----------------------------- | --------------- |
| Herreneinzel | Arvind Bhat                         | Marc Zwiebler                 | 15:8 15:7       |
| Dameneinzel  | Yuan Wemyss                         | Jill Pittard                  | 11:4 3:11 13:10 |
| Herrendoppel | Joakim Hansson Fredrik Bergström    | Mike Beres William Milroy     | 15:7 15:8       |
| Damendoppel  | Kamila Augustyn Nadieżda Kostiuczyk | Chor Hooi Yee Lim Pek Siah    | 15:8 15:11      |
| Mixed        | Fredrik Bergström Johanna Persson   | Jochen Cassel Birgit Overzier | 15:3 15:13      |